# Oblężenie Saragossy (1809)
Drugie oblężenie Saragossy – ponowne walki sił francuskich i posiłkujących je pułków Legii Nadwiślańskiej o miasto, toczone od 20 grudnia 1808 do 20 lutego 1809 roku podczas kampanii hiszpańskiej Napoleona, po uprzednim odstąpieniu od oblężenia w lecie 1808 roku. Bitwa zakończyła się zdobyciem Saragossy, a starcia odznaczały się, podobnie jak podczas pierwszego oblężenia, wyjątkową brutalnością i okrucieństwem zarówno ze strony atakujących, jak i obrońców.

## Przygotowania
Po wycofaniu się wojsk cesarskich za Ebro w wyniku klęski pod Bailén i odstąpieniu generała Lefebvre’a od pierwszego oblężenia, obrońcy miasta nie odbudowywali umocnień miasta aż do czasu, gdy dowiedzieli się o klęsce własnych wojsk pod Tudelą. Jednakże francuskie operacje bojowe w innych regionach kraju dały Hiszpanom trzy tygodnie, co wystarczyło do przygotowania się na kolejne natarcie. Generał Palafox zgromadził dość znaczne siły i wielką liczbę dział.
Oczyszczono przedpole, wycinając gaje oliwne wokół miasta i burząc zabudowania w promieniu 1200 metrów od murów, których skruszone fragmenty naprawiano, wykuwając przy tym dodatkowe strzelnice. Zamek Aljafería wzbogacono dodatkowymi szańcami. Przy bramie Sancho fortyfikacje wzmocniono nadrzecznym bastionem. Po zachodniej stronie przed murami miasta usypano solidny wał obejmujący z natury obronne klasztory augustianów i trynitarzy. na szczycie wału znajdowały się baterie artylerii, a przed nim głęboki na 14 m rów.
Podobnie uczyniono w San Lazaro sypiąc wały i kopiąc fosy, podobnie ufortyfikowano dwa klasztory na północnym brzegu Ebro. Kluczową pozycję na Monte Terrero obwałowano, kanał Imperial Aragon posłużył za fosę. Przy budowie i naprawianiu umocnień pracowało 60 000 ochotników. W samym mieście wykuwano strzelnice i wewnętrzne przejścia w murach domów zamieniając całe ich bloki w oddzielne fortece, dodatkowo zabezpieczone barykadami. Kościoły i klasztory stanowiły dodatkowe umocnione punkty oporu.Garnizon był również silniejszy niż podczas pierwszego oblężenia. Palafox zwerbował 14 000 nowych rekrutów, których zasiliło 17 000 żołnierzy spod Tudeli. Tak więc na początku oblężenia Saragossy broniło 31 000 piechoty, 1600 kawalerii, 1000 milicji i około 10 000 różnorodnie uzbrojonych cywilów. Zapasów żywności i amunicji było na trzy miesiące, nie licząc tego, co posiadali mieszkańcy.
Nie ustawały też przygotowania strony przeciwnej. III Korpus liczył 23 000 ludzi, V Korpus 24 000, przy czym – wyciągnąwszy wnioski z pierwszego oblężenia – zadbano o zwiększenie liczby saperów. Z Nawarry gen. Dedon ściągał wiele tysięcy wołów i mułów niezbędnych do przetransportowania 260 dział oblężniczych i polowych, wielu ton amunicji, broni strzeleckiej, narzędzi saperskich, worków, koszy i faszyny do budowy transzei, okopów i szańców. III Korpus i dywizja gen. Dessolles’a z VI Korpusu dotarły pod Saragossę 30 listopada. Obrońcom zdawało się, że natychmiast rozpocznie się oblężenie, ale 2 grudnia Francuzi odeszli do Alagon.

## Oblężenie
20 grudnia siły francuskie ponownie zjawiły się pod Saragossą. Moncey rozstawił je następująco: dywizja gen. Gazana na północy, korpus Mortiera na zachodzie, a własny korpus na południowej flance.

### Przygotowanie blokady miasta
Pierwszym obiektem ataku miała być słaba hiszpańska reduta na dalekim południowym przedmieściu Monte Torrero. 21 grudnia trzy baterie rozpoczęły bombardowanie tej pozycji, po czym nastąpił atak dwudziestu batalionów piechoty, w tym 2 Pułku Legii Nadwiślańskiej, które skutecznie wyparły obrońców. Ten pierwszy sukces umożliwił rozstawienie francuskich baterii na Monte Torrero i rozpoczęcie kruszenia południowych murów miasta. Tego samego dnia Gazan przypuścił atak na San Lazaro, ale tym razem bez powodzenia: siły obrońców były nie do przełamania.
22 grudnia Moncey formalnie zażądał kapitulacji, ale żądanie zostało ze wzgardą odrzucone. W tej sytuacji Moncey zdecydował się skoncentrować wysiłki na południowej stronie miasta i podjął przygotowania do ataku na redutę Pillar i klasztor San Jose. Podjęto też przygotowania do ataku na znajdujący się na północ od miasta zamek Aljafería. 29 grudnia Moncey został wezwany do Madrytu, w której to sytuacji dowodzenie oblężeniem przejął gen. Junot. Najstarszy stopniem był wprawdzie Mortier, ale zgodnie współpracował z Junotem do chwili własnego odwołania 2 stycznia 1809 roku.
Francuskie przygotowania zostały ukończone 10 stycznia i tego też dnia rozpoczęto bombardowanie redut Pillar i San Jose. Pod koniec dnia mury klasztoru San Jose były bliskie runięcia. Na rozkaz Palafoxa obrońcy o godz. 1 rano 11 stycznia przeprowadzili wycieczkę na baterie francuskie, ale atak nie powiódł się, skutkiem czego obrońcy opuścili pozycję i wycofali się do miasta. Ataki na redutę Pillar trwały aż do nocy 15/16 stycznia, kiedy to wziął ją szturmem 1 Pułk Piechoty Legii Nadwiślańskiej. Obrońcy opuścili pozycję niszcząc za sobą most na Huerwie. Siły oblężnicze oczyściły przedpole i mogły przystąpić do bezpośredniego oblężenia miasta. Francuzi z wysiłkiem, przy wykorzystaniu systemu okopów i równoległych do linii obrony transzei zwanych paralelami, wolno zbliżali się do murów. Palafox natychmiast przystąpił do budowy sieci dodatkowych umocnień wewnętrznych w oczekiwaniu na szturm.

### Walka o mury

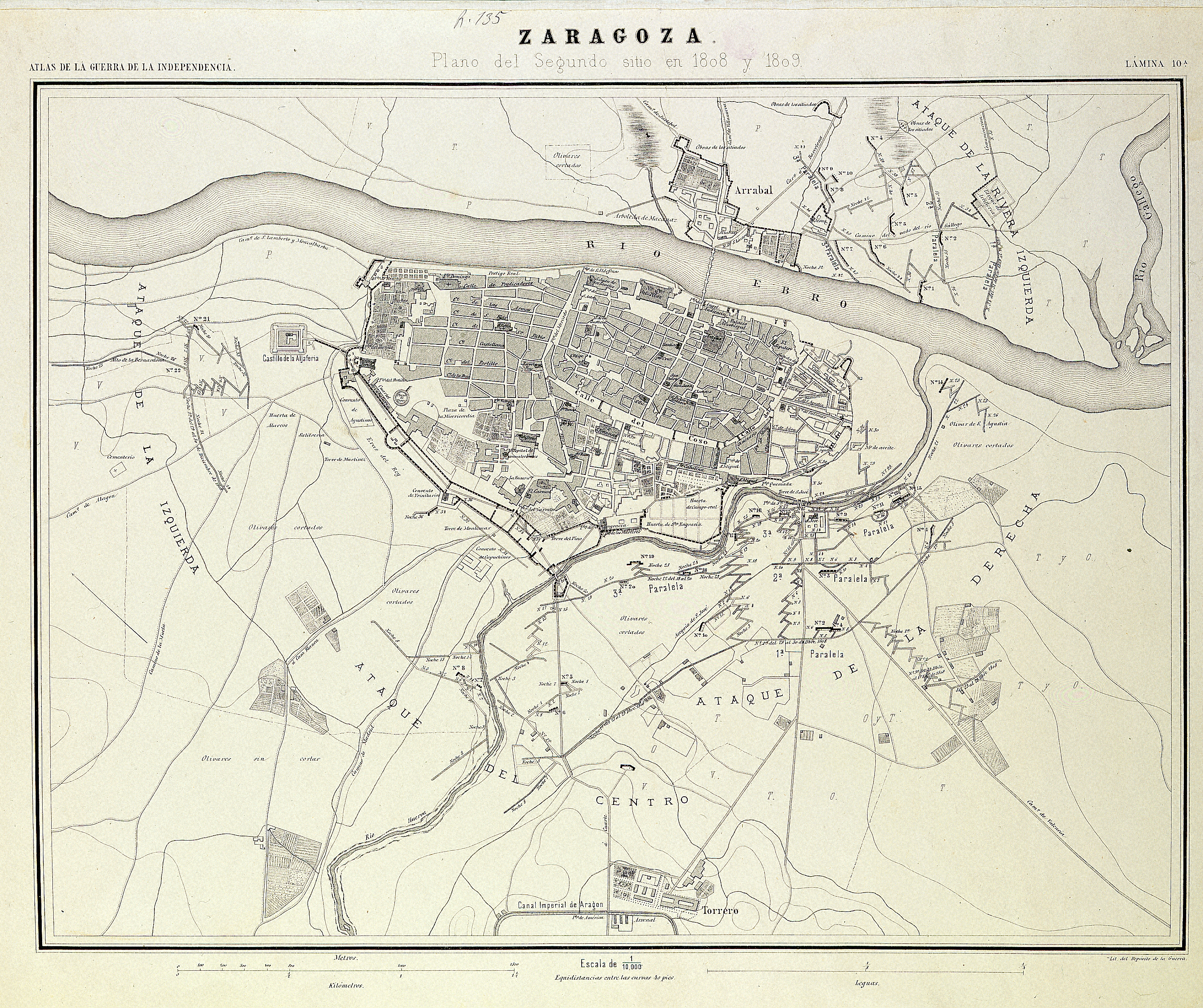
Plan oblężenia

Do 16 stycznia 1809 roku wszystkie wysunięte pozycje hiszpańskie zostały wzięte. Teraz Francuzi mogli przystąpić do kruszenia murów Saragossy. Już następnego dnia rozpoczął się zmasowany ostrzał reduty San José. Palafox zdawał sobie sprawę z kruchości jej umocnień, budował więc kolejne barykady i fortyfikował dom po domu.
W styczniu Junota zastąpił marsz. Lannes, który właśnie wyleczył wcześniej odniesioną ranę. Problemem, z jakim zmagały się obie strony konfliktu, były choroby. Francuzi mieli już tylko 20 000 sprawnych żołnierzy. Nowym zagrożeniem była armia hiszpańska tworzona nieopodal przez braci Palafoxa, Francisca (młodszy) i markiza de Lazan (starszy). W tej sytuacji Lannes wezwał dywizję Mortiera, która strzegła linii komunikacji i łączności między Saragossą a Madrytem. 26 stycznia Mortier rozgromił około 4-tysięczne zgrupowanie milicji ludowej w Alcañiz.
Właściwy atak poprzedziło uchwycenie 24 stycznia trzech przyczółków na lewym brzegu Huerwy. Główne natarcie nastąpiło 27 stycznia. Lannes rzucił w trzy wyłomy w murach trzy kolumny piechoty (w tym polskiej pod Chłopickim) i saperów. Zdobyto baterię artylerii i w ciężkich bojach klasztor Santa Engracia. Zajęto też klasztor trynitarzy, ale kontratak Hiszpanów spowodował stratę tego obiektu, który został zdobyty dopiero wieczorem.

### Walki uliczne
Hiszpańscy obrońcy od początku przygotowywali się do walk na ulicach swego miasta. Jednak Lannes, nie chcąc narażać żołnierzy na zbyt wielkie straty, zdecydował się na powolne zdobywanie domu po domu, kwartału po kwartale, zdobywając lub wysadzając poszczególne ufortyfikowane pozycje. Tak toczone boje zasłynęły ich gwałtownością i okrucieństwem przeciwników. W pewnym momencie w klasztorze augustianów Francuzi przy ołtarzu godzinami prowadzili wymianę ognia z Hiszpanami w nawie głównej i zakrystii. Jednak przewaga w uzbrojeniu i wyszkoleniu Francuzów z wolna brała górę. Obrońcy padali tysiącami od ognia przeciwników i chorób, jakie dziesiątkowały miasto. Na początku lutego z ponad 30-tysięcznego garnizonu Saragossy zdolnych do walki było już tylko 8495. 10 000 poległo, a 13 737 było rannych lub chorych.
Francuzi nie zdawali sobie z tego sprawy, a wobec nieustających walk w ciasnych uliczkach miasta morale żołnierzy było coraz niższe. Niezadowolony ze zbyt wolnych postępów Lannes rozkazał oddziałom na północ od Ebro uderzyć raz jeszcze na San Lazaro i 18 lutego atak ten zakończył się powodzeniem. Teraz północne dzielnicy Saragossy były narażone na ogień armat zza rzeki. 19 lutego obrona hiszpańska zaczęła się załamywać, a sam Palafox był poważnie chory. Wysłał do Lannesa jednego z oficerów, by przedyskutować warunki kapitulacji. Jednocześnie oddał władzę wojskową i cywilną. Teraz o losach miasta miała decydować rada złożona z 33 obywateli.
Pierwsza propozycja kapitulacji została odrzucona i 20 lutego rano walki rozgorzały na nowo, ale rada szybko wynegocjowała warunki i bitwa zakończyła się tego samego dnia wieczorem. Większość miasta leżała w ruinach, a śmierć poniosło około 54 000 ludzi.

## Kapitulacja
Lannes podyktował akt kapitulacji:
1. Garnizon Saragossy wyjdzie 21 lutego w południe z miasta przez bramę del Portillo i złoży broń o sto kroków od tej bramy;
2. Wszyscy oficerowie i żołnierze wojska hiszpańskiego złożą przysięgę na wierność Jego Królewskiej Mości Józefowi Napoleonowi I;
3. Oficerowie i żołnierze, którzy złożą przysięgę na wierność mogą wstąpić do służby w obronie Jego Królewskiej Mości;
4. Ci z nich, którzy przysięgi nie złożą, będą odprowadzeni jako jeńcy wojenni do Francji;
5. Wszyscy mieszkańcy Saragossy i znajdujący się w niej cudzoziemcy będą rozbrojeni przez alkadów, a broń zostanie złożona pod bramą del Portillo 21 lutego w południe;
6. Ich dobra i wolności osobiste będą uszanowane przez wojsko Jego Wysokości Cesarza i Króla;
7. Religia i jej wyznawcy będą uszanowani. Chronione będą miejsca i budynki związane z kultem;
8. Wojska francuskie zajmą w południe wszystkie bramy miasta, zamek i Cosso;
9. Cała artyleria, amunicja i sprzęt będą wydane wojskom Jego Cesarskiej i Królewskiej Mości;
10. Wszystkie kasy cywilne i wojskowe będą oddane do dyspozycji Jego Wysokości;
11. Cała administracja cywilna i wszyscy urzędnicy złożą przysięgę wierności Jego Wysokości. Prawo będzie sprawowane w imieniu Jego Królewskiej Wysokości Józefa Napoleona I.

Dokument podpisali: Pedro Mária Ric, generał Juan Butler, książę Villa Hermosa, markiz de Fuentes Olivar, Joauquin Perez Nueros, baron de Purroy, intendent Mariano Dominguez, Joachim Ignacio Ciscala, Mariano Cerezo, Manuel Forcés i sekretarz Michael Dolz.
Była to kapitulacja bezwarunkowa. „12 000 ludzi słabych, wyschłych, wybladłych a i tych znaczna część nosiła z sobą zaród morowej zarazy, wyszli 21 lutego przez bramę Portillo i złożyli broń przed wojskiem zwycięskim, które zaraz zajęło miasto”.
Wymiar oblężenia najlepiej wyrażają dane liczbowe z raportu gen. Dedona, dowódcy artylerii: „I tak było dział użytych do szturmu ogółem 160, baterii 22; zabrano Hiszpanom w różnych szturmach dział 103, a po poddaniu się znaleziono w mieście i zamku 102. Sprowadzono kul działowych pod Saragossę rozmaitej wielkości 18 228, bomb 19 867, prochu 99 175 kilogramów, a wypotrzebowano kul 15 656, bomb 17 044, prochu 78 825 kilogramów”. Straty obliczano na 3000 zabitych i rannych, w tym straty polskie na około 650 w tym 11 zabitych oficerów. W raportach podkreślano szczególnie zasługi saperów i minerów, którzy ponieśli proporcjonalnie największe straty: 11 oficerów zabitych, 27 rannych, 156 żołnierzy zabitych i rannych.